# Nespresso

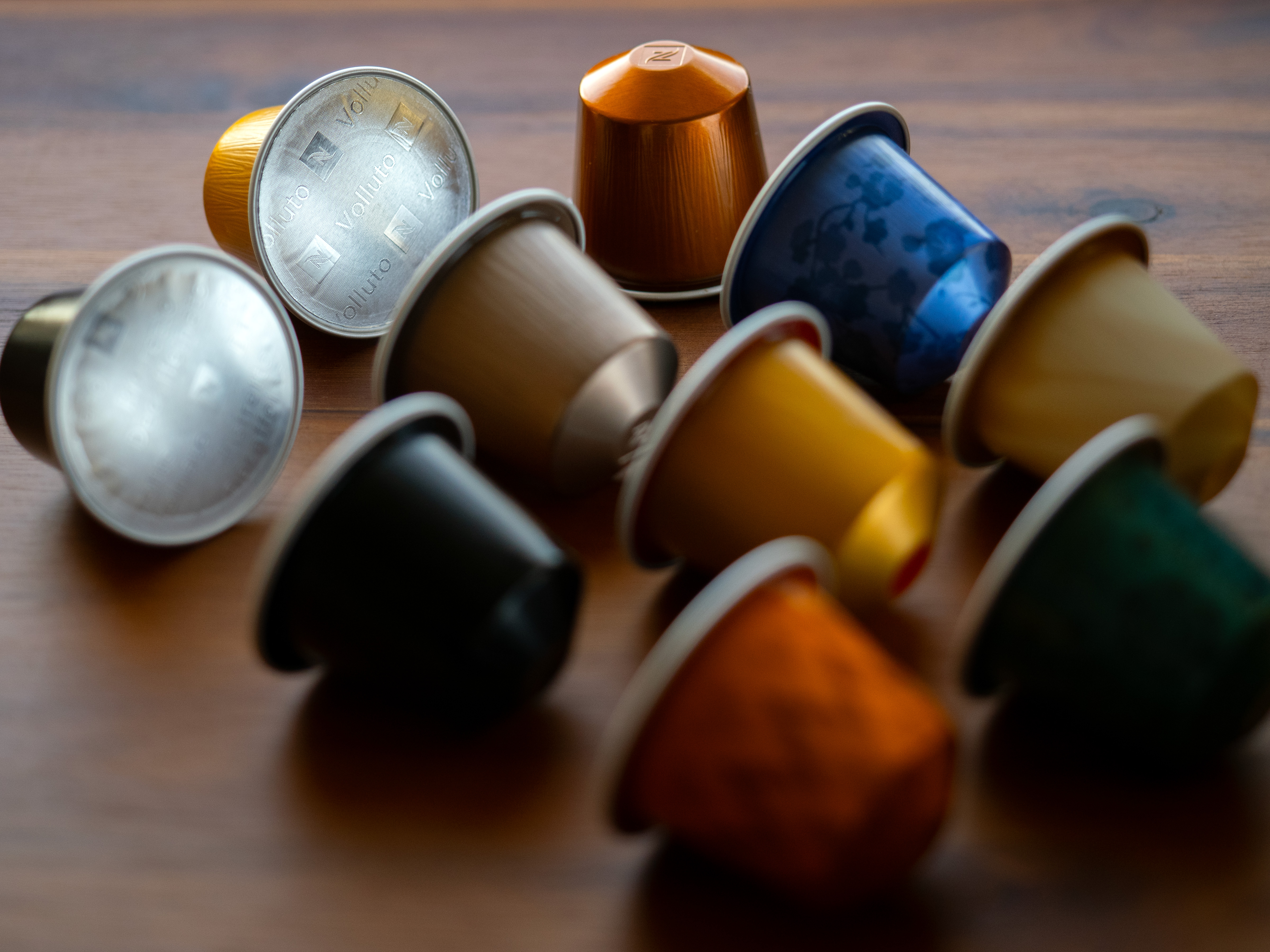
Kapsułki kawy Nestlé Nespresso

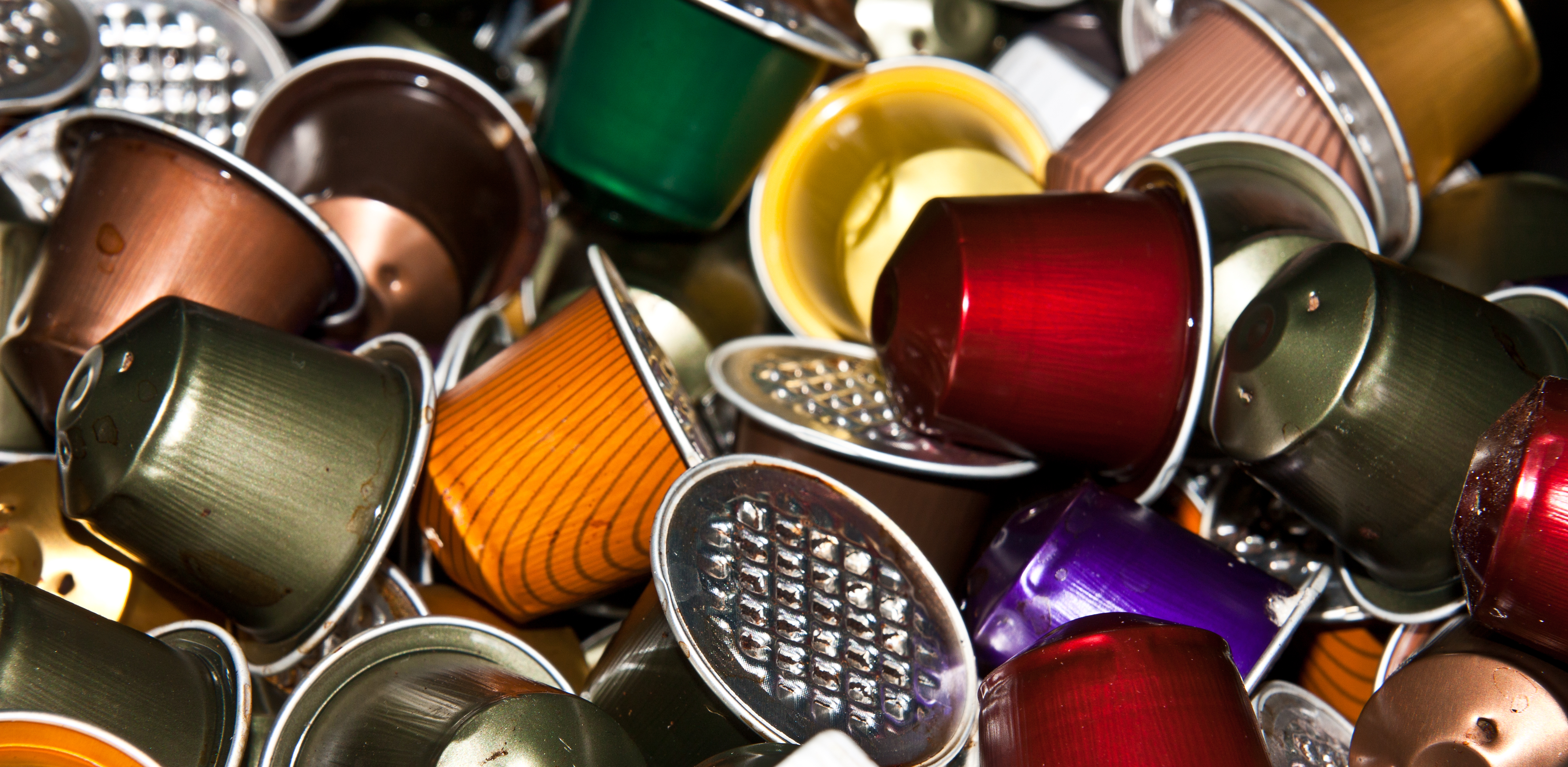
Zużyte kapsułki

Nestlé Nespresso S.A. – szwajcarskie przedsiębiorstwo, które wprowadziło na rynek koncepcję kawy porcjowanej, zamkniętej w szczelnych kapsułkach. Przedsiębiorstwo z siedzibą w Lozannie, obecne jest w ponad 60 krajach i zatrudnia 9500 pracowników. W 2013 roku przedsiębiorstwo zarządzało globalną siecią sprzedaży detalicznej liczącą 320 butików. Wartość sprzedaży Nestlé Nespresso w roku 2011 osiągnęła ponad 3 mld franków szwajcarskich, a rozwój organiczny osiągnął ponad 20%. W Polsce przedsiębiorstwo rozpoczęło działalność w 2007 roku.
George Clooney często jest nazywany „twarzą Nespresso” i występuje w reklamach przedsiębiorstwa od 2006 roku. Początkowo występował w europejskich i międzynarodowych reklamach, a od 2015 roku również na rynku amerykańskim. Współpracował w reklamach z takimi aktorami jak m.in. John Malkovich, Danny DeVito i Matt Damon, który podobno otrzymał 3 mln dolarów za swój udział.